# 航空機体整備員
航空機体整備員（こうくうきたいせいびいん）は、海上自衛隊の職域の1つ。
P-3CやSH-60Jなどの航空機の機体構造の整備を担当する。
略称はAM:AVIATION-STRUCTURAL MECHANIC。

## 概要
海上自衛隊では、航空機整備員を航空機整備（機体、エンジン、電計）と装備品整備（電子、武器）に区分しているが、その航空機整備員の筆頭となるのが航空機体整備員である。
特色としては、金属加工、板金、溶接、塗装、各種探傷検査等に従事し、各種の国家資格取得についても有利であるため、人気の高い職種である。
採用にあたって、国家資格の航空整備士免許を取得しておく必要はなく、新入社員教育に相当する海士課程では、下総航空基地の第3術科学校で一通りの技能訓練を自衛官として勤務しながら受けられる。
また海士課程期間では航空力学についての教育もあり、努力次第で航空整備士免許の取得も可能である。また航空機体整備員は、各整備員との作業調整を行いながら、整備作業を進行するため、整備員兄弟の長男坊ともいわれており、重要な役割を果たしている。
海上自衛隊の航空基地では、整備員の職場は各航空隊の列線整備隊（いわゆるライン整備）と、整備補給隊（いわゆるショップ整備）に分かれるが、整備員は約3～5年交代で職場を変更し、技量向上とモチベーションの維持が図られている。また、希望により第3術科学校において、専修科教育がなされ、向上心の高い隊員にとっては申し分のない勤務環境が用意されているといえる。
航空機体整備員の中から選抜して、P-3CのFEフライトエンジニア（機上整備員）になるコースも用意されている。